# Commentaar op de Apocalyps van Johannes

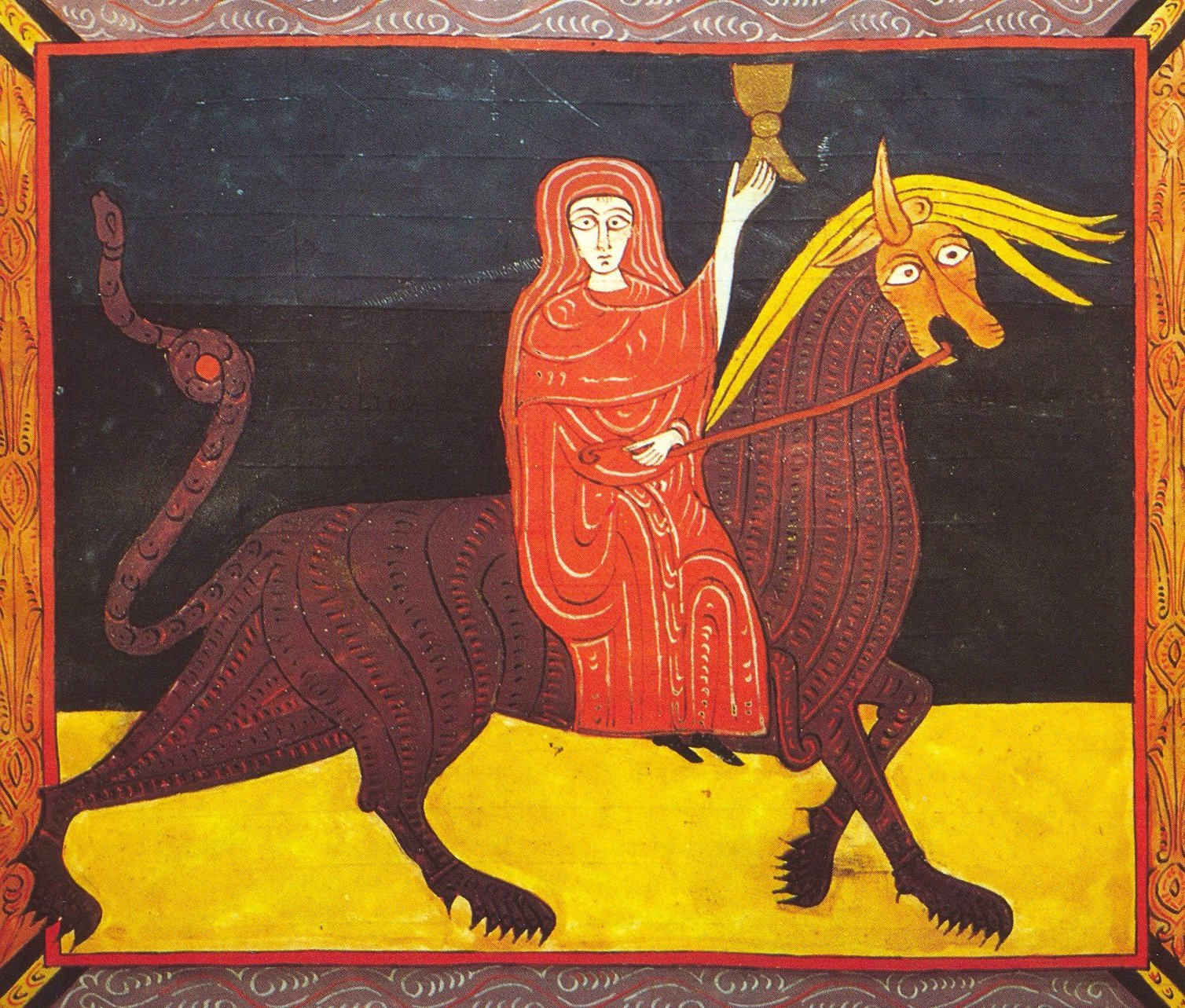
De vrouw zittend op het Beest; Facundus Beatus folium 72v

Het Commentaar op de Apocalyps van Johannes werd geschreven door Beatus van Liébana in 776 en waarschijnlijk later nog door hem gereviseerd in 786. Het origineel is verloren gegaan. Dit commentaar is gedurende vele eeuwen gekopieerd in Noord-Spaanse kloosters. Deze middeleeuwse handschriften worden ook kortweg Beatus genoemd en zijn vooral door de bijzondere illustraties van groot kunsthistorisch belang. De oudste volledige kopie wordt gedateerd op 940-945.

## Inhoud
Wat Beatus van Liébana met dit commentaar heeft beoogd is niet eenvoudig aan te geven. De tekst is samengesteld uit vroegere commentaren van kerkvaders en christelijke schrijvers, voornamelijk uit het Noord-Afrikaanse christendom. Dat dit commentaar een betekenis zou hebben gehad in de strijd tegen de islamitische overheersing (Reconquista) in zijn tijd, of in de strijd tegen het Adoptionisme (een ketterse stroming binnen de Spaanse kerk), zoals door sommigen wordt beweerd, blijkt nergens uit de tekst en wordt evenmin gestaafd door andere bronnen. Het meest waarschijnlijk is dat het commentaar werd gebruikt in kloosters voor persoonlijke devotie en als inspiratie voor preken in de periode tussen Pasen en Pinksteren, wanneer volgens de Spaanse ritus de Apocalyps (Openbaring van Johannes) werd gelezen in de kerk.
De betekenis van de illustraties is kunsthistorisch van grote betekenis. De Beatuscommentaren bevatten een min of meer vaste cyclus aan ruim 100 afbeeldingen bij de tekst van de Apocalyps (Openbaring van Johannes) en bij het commentaar daarop. De thans bekende kopieën stammen uit de periode van eind negende eeuw tot aan het begin van de dertiende eeuw. Zij vormen een afzonderlijke groep binnen de middeleeuwse cycli van Apocalypsillustraties. De commentaren uit de negende en tiende eeuw laten een geheel eigen Spaanse stijl zien met invloeden uit het islamitische Zuiden, en zijn een belangrijke representant van de mozarabische kunst.

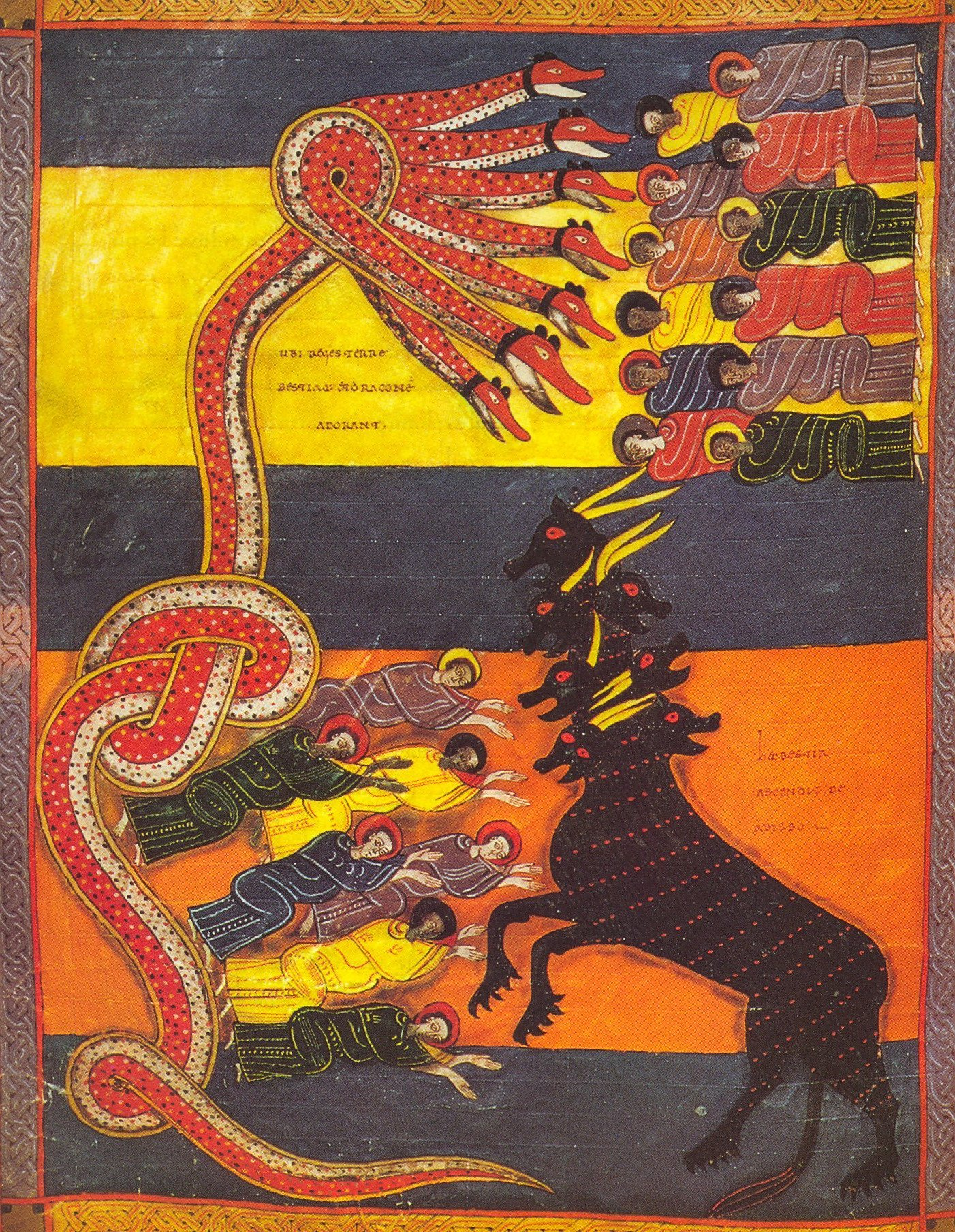
Aanbidding van het beest en de draak; Facundus Beatus, folium 191v

De handschriften bevatten een cyclus van illustraties van de Apocalyps die in de kunstgeschiedenis een aparte plaats inneemt. Het zijn kopieën van een origineel dat in 776 door Beatus van Liébana is samengesteld, of van een tweede, of mogelijk nog een derde redactie door hem uitgebracht. Zij zijn vervaardigd in verschillende kloosters in Noord-Spanje. Er zijn twee uitzonderingen: de Beatus van Saint-Sever, die ten noorden van de Pyreneeën in de abdij van Saint-Sever (Landes) is vervaardigd, en de Beatus van Genève, die afkomstig is uit Zuid Italië, geschreven in Beneventaans schrift.
Er zijn thans 27 handschriften bekend met illustraties, waarvan het oudste, slechts een fragment, uit het eind van de negende eeuw dateert en de jongste exemplaren uit de eerste helft van de dertiende eeuw stammen. Kenmerkend voor deze handschriften zijn de bijzondere, min of meer gestandaardiseerde, illustraties. Naast deze 26 is er nog een tiental Beatushandschriften zonder illustraties.

## Tekst
Hoewel Beatus in de handschriften nergens als auteur van het werk wordt genoemd, wordt hij op basis van de in het voorwoord opgenomen opdracht aan Etherius, bisschop van Osma en bondgenoot in de strijd tegen het adoptionisme, als auteur en redacteur beschouwd. Hij wordt voor het eerst als zodanig genoemd door Ambrosio de Morales, biograaf van Filips II, in zijn Corónica General de España.
De tekst van het commentaar is niet van Beatus zelf. Hij is de redacteur, die bestaande teksten en commentaren van kerkvaders en vroegchristelijke schrijvers heeft ineengevoegd en bewerkt tot een omvangrijk werk, dat in gedrukte vorm vele honderden bladzijden zou beslaan. Hij moet over een omvangrijke bibliotheek hebben beschikt. Zijn voornaamste bron is een commentaar op de Apocalyps van Tyconius geweest, een Noord-Afrikaanse theologische schrijver uit de vierde eeuw. Daarnaast maakt hij gebruik van teksten van onder anderen Hiëronymus, Augustinus, Ambrosius, Ireneüs, Gregorius de Grote en Isidorus van Sevilla.
De Latijnse tekst is in de oudere kopieën geschreven in het Visigotisch schrift, vanaf eind twaalfde eeuw wordt het Karolingisch schrift gebruikt.

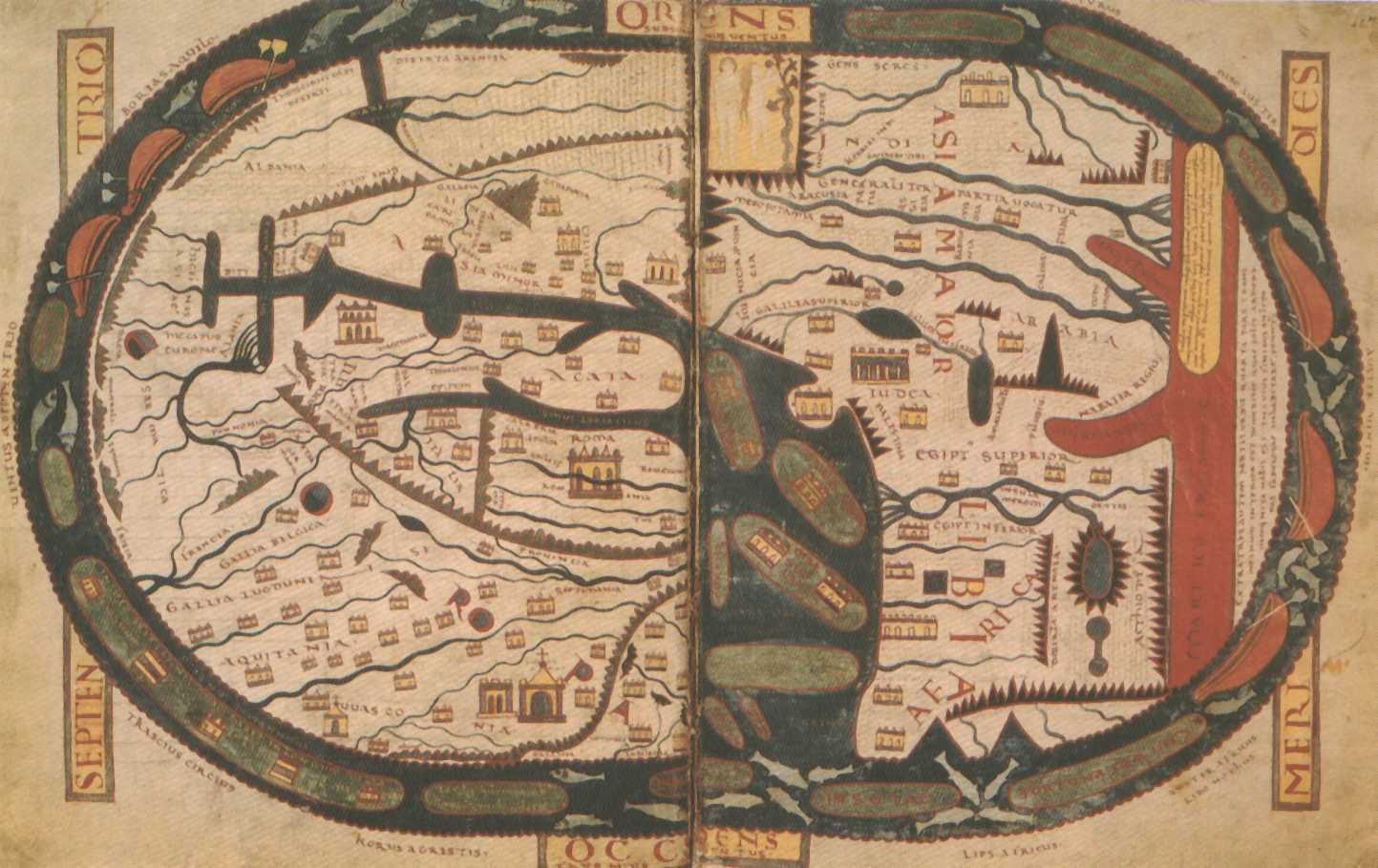
Wereldkaart; Saint-Sever Beatus, folium 45v en 46r

Het commentaar van Beatus is opgebouwd uit een proloog, een samenvatting van het commentaar, en het eigenlijke commentaar stuksgewijs volgend op de Apocalyps van Johannes, dat daartoe is opgedeeld in 68 hoofdstukken, ´storiae´ genaamd. Ook zijn in de tekst opgenomen genealogische tabellen van Adam tot Christus, een wereldkaart (Mappa mundi), en een commentaar op het boek Daniël. Een colofon aan het einde verschaft soms nadere informatie over de kopiist, de illustrator (pictor), de opdrachtgever, de duur van het werk en het tijdstip van voltooiing.
Complete tekstedities van het commentaar zijn verzorgd door Florez (Madrid, 1770), Sanders (Rome 1930) en Romero Pose (Rome, 1985).

## Illustraties

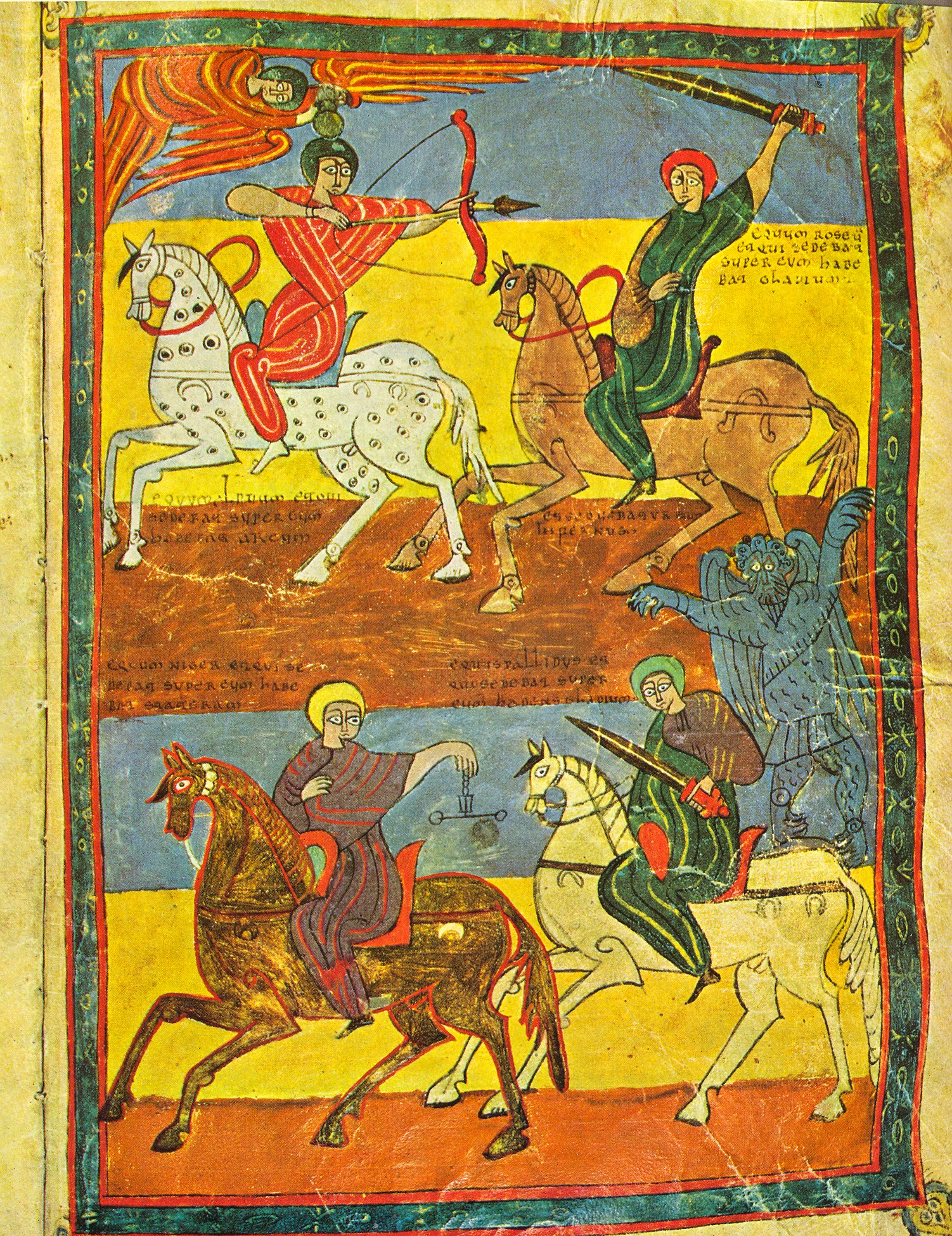
De vier apocalyptische ruiters; Valladolid Beatus, folium 93r

De illustraties, ook miniaturen genoemd, in deze handschriften vormen in de kunstgeschiedenis, en dan in het bijzonder van de boekillustraties, een uitzonderlijke categorie. Zij onderscheiden zich door een ongekend rijk gebruik van kleuren en door het gebruik van gekleurde stroken als achtergrond. De uitbeelding is niet realistisch, maar wel zeer expressief. De figuren zijn in het algemeen niet plastisch. Er wordt geen gebruik gemaakt van perspectief.
Daarnaast kenmerken de handschriften uit de tweede helft van de tiende en begin elfde eeuw zich door hun "mozarabisch" karakter, dat wil zeggen door invloeden vanuit het islamitisch-Arabische Andalusië: bijvoorbeeld hoefijzerbogen, muziekinstrumenten, sommige dierfiguren en kledingstukken. Latere kopieën vertonen meer de romaanse kenmerken zoals we die kennen uit West-Europese en met name Franse bronnen. Er zijn, ook in de vroegere kopieën invloeden aan te wijzen vanuit de Karolingische school van Tours. Op welke bronnen de illustraties van het oorspronkelijke commentaar gebaseerd waren is niet te zeggen. Uit de eerste 125 jaar van dit werk zijn geen kopieën bekend. Mogelijk zijn er laat-antieke en Noord-Afrikaanse voorbeelden geweest. In ieder geval vormen deze illustraties een afzonderlijke Apocalypscyclus met een eigen Spaanse signatuur.
De illustraties zijn gestandaardiseerd: er zijn 68 afbeeldingen gebaseerd op de tekst van de Apocalyps en verder enkele afbeeldingen gebaseerd op het commentaar (waaronder een wereldkaart, Mapa Mundi), afbeeldingen van de evangelisten, de genealogie van Christus, bij het commentaar op het boek Daniël, en nog enkele andere afbeeldingen, in totaal 108. Niet alle manuscripten beschikken over alle afbeeldingen. Vroege redacties van het werk waren beknopter met minder afbeeldingen. Ook zijn niet alle handschriften geheel voltooid of compleet bewaard gebleven.

## Kunsthistorisch onderzoek

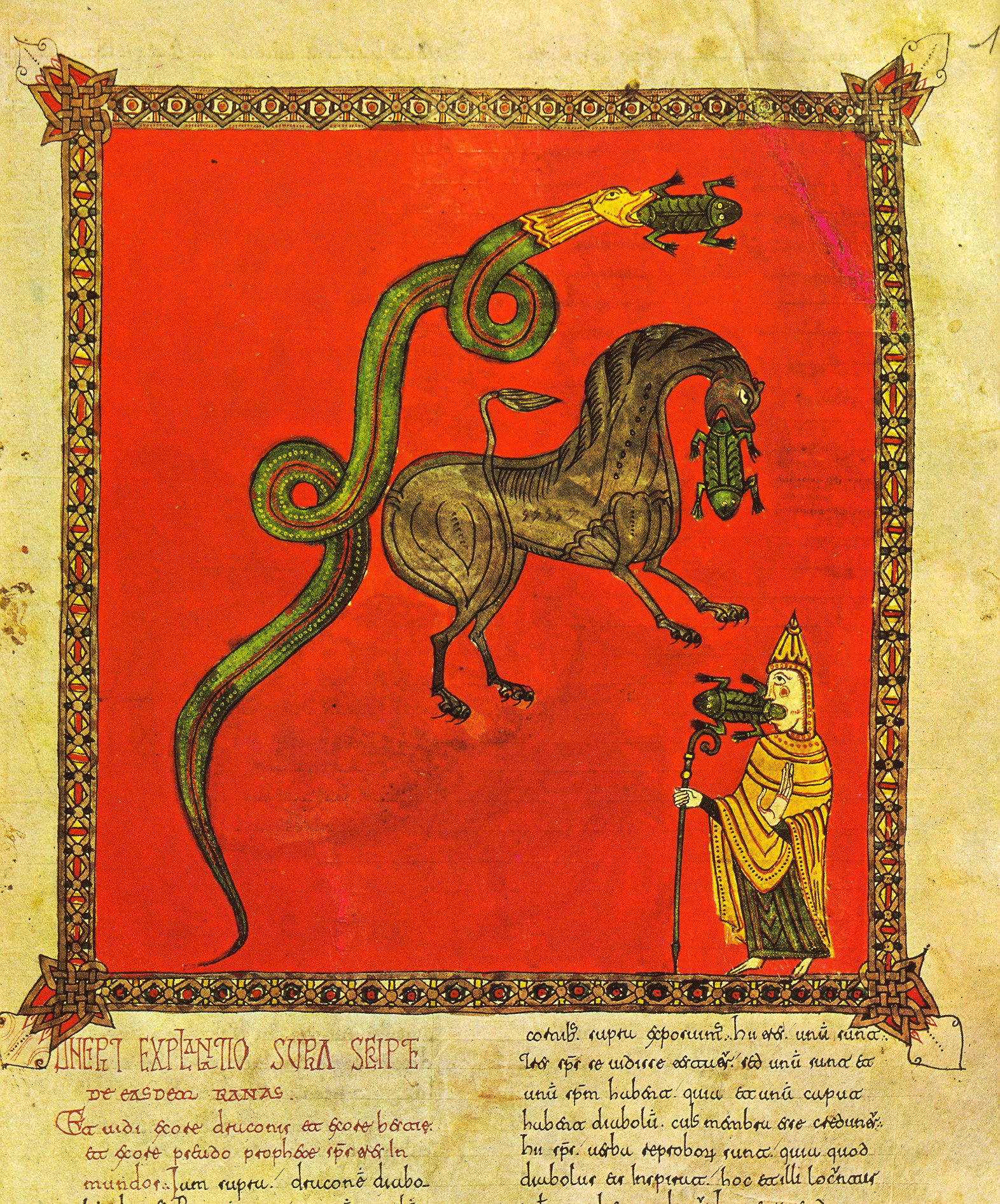
Onreine geesten als kikkers komen uit de mond; Osma Beatus folium 139r

Vanaf de zestiende eeuw worden deze werken als kostbaar historisch bezit beschouwd. In de zeventiende en achttiende eeuw is de belangstelling vooral literair en religieus. Eind negentiende eeuw komt er historische belangstelling; Léopold Delisle, die aankopen doet voor de Bibliothèque Nationale, publiceert een analytisch artikel over deze manuscripten. Middeleeuwse kunst komt in de belangstelling. In 1919 ontstaat de term mozarabische kunst en de waardering voor deze typisch Spaanse kunst uit de periode 900 tot 1100, waarin Arabisch-islamitische kenmerken in de christelijke kunst van het Noorden worden opgenomen. Naar aanleiding van een expositie in Madrid in 1924 ontstaat belangstelling vanuit de kunstwereld, passend in het zoeken van vernieuwende kunstenaars naar inspiratie vanuit exotische culturen.
Vanuit de wetenschappelijke hoek wordt onderzoek gedaan naar het 'archetype' en de stamboom van de Beatus-handschriften. Na Delisle zijn het vooral Neuss, Sanders en later Klein en Williams, die op basis van vergelijkende analyse van tekst en illustraties duidelijkheid trachten te geven in het ontstaan, de verschillende edities en de stamboom van deze manuscripten. Afhankelijk van de versie van het origineel waaraan de manuscripten zijn toe te schrijven is een indeling in verschillende ´families´ (stemmae) gemaakt die poogt de verwantschapslijnen te laten zien waarlangs het kopiëren heeft plaatsgevonden.
In 1976 wordt in Madrid een wetenschappelijk symposium gehouden over deze Apocalypscommentaren. Door enkele Franse auteurs (Fontaine, Mentré) wordt een meer intuïtieve benadering gekozen om de bijzondere stijl van de illustraties te verklaren.
In 1985 vindt in het kader van Europalia een tentoonstelling plaats van de Beatus-handschriften. Nadien is het vooral het werk van Williams dat met de uitgave van alle Beatus-illustraties een synthese geeft van het onderzoek tot dan toe.

## De belangrijkste Beatus-handschriften
| naam van de Beatus | datering    | bevindt zich te                                                                 |
| ------------------ | ----------- | ------------------------------------------------------------------------------- |
| Silos fragment     | eind IXe    | Silos, Biblioteca del Monasterio de Santo Domingo, frag. 4                      |
| Morgan Beatus      | ca. 940-945 | New York, Pierpont Morgan Library, M.644                                        |
| Vitina 14-1 Beatus | midden Xe   | Madrid, Biblioteca Nacional de España, Ms Vit. 14-1                             |
| Valladolid Beatus  | 970         | Valladolid, Biblioteca de la Universidad, MS 433                                |
| Tábara Beatus      | 970         | Madrid, Archivo Histórico Nacional, Cod. 1097B                                  |
| Girona Beatus      | 975         | Girona, Museu de la Catedral, Num. Inv. 7                                       |
| Urgell Beatus      | eind Xe     | Seo de Urgell, Museu Diocesá de La Seu d'Urgell                                 |
| San Millán Beatus  | eind Xe     | Madrid, Real Academia de la Historia, Cod. Aemil. 33                            |
| Escorial Beatus    | ca. 1000    | Escorial, Biblioteca del Monasterio, &. II.5                                    |
| Facundus Beatus    | 1047        | Madrid, Biblioteca Nacional, MS Vitrina 14-2                                    |
| Saint-Sever Beatus | ca. 1060    | Parijs, Bibliothèque Nationale, MS lat. 8878                                    |
| Osma Beatus        | 1086        | Burgo de Osma, Archivo de la Catedral, Cod. 1                                   |
| Turijn Beatus      | begin XIIe  | Turijn, Biblioteca Nazionale Universitaria, Sgn I.II.1                          |
| Silos Beatus       | 1091 / 1109 | Londen, British Library, Add. MS. 11695                                         |
| Corsini Beatus     | XIIe        | Rome, Biblioteca dell'Accademia Nazionale dei Lincei e Corsiniana, Segn. 40.E.6 |
| Berlijn Beatus     | XIIe        | Berlijn, Staatsbibliothek Preussischer Kulturbesitz, MS Theol. lat. Fol. 561    |
| Rylands Beatus     | ca. 1175    | Manchester, John Rylands University Library, MS lat.8                           |
| Lorvão Beatus      | 1189        | Lissabon, Arquivo Nacional de Torre do Tombo                                    |
| Navarra Beatus     | eind XIIe   | Parijs, Bibliothèque Nationale, nouv. acq. lat. 1366                            |
| Las Huelgas Beatus | 1220        | New York, Pierpont Morgan Library, M. 429                                       |
| Arroyo Beatus      | begin XIIIe | Parijs, Bibliothèque Nationale, nouv. acq. lat. 2290                            |
| Genève Beatus      | midden XIe  | Genève, Bibliothèque de Genève, Ms. lat. 357                                    |